# Cryptocephalus ayvazi
Cryptocephalus ayvazi es una especie de insecto coleóptero de la familia Chrysomelidae.
Fue descrita científicamente en 2002 por Gok & Sassi.